# Enzo Khasz
Enzo Khasz (Sète, 13 de agosto de 1993) é um jogador de polo aquático francês.

## Carreira
Khasz integrou a Seleção Francesa de Polo Aquático que ficou em décimo primeiro lugar nos Jogos Olímpicos de 2016.